# Liga de Desenvolvimento de Basquete 2018
A Liga de Desenvolvimento de Basquete de 2018 foi uma competição brasileira de basquete sub-20 organizada pela Liga Nacional de Basquete. Foi a oitava edição do campeonato organizado pela LNB, com a chancela da Confederação Brasileira de Basketball e apoio financeiro do Comitê Brasileiro de Clubes. Este torneio, é totalmente organizado pelos clubes participantes.

## Participantes
| Equipes           | UF                | Títulos da LDB  |
| ----------------- | ----------------- | --------------- |
| ADRM-Maringá      | Paraná            | 0 (não possui)  |
| Curitiba/CMP      | Paraná            | 0 (não possui)  |
| Flamengo          | Rio de Janeiro    | 2 (2011 e 2013) |
| Minas             | Minas Gerais      | 0 (não possui)  |
| Palmeiras         | São Paulo         | 0 (não possui)  |
| Paulistano        | São Paulo         | 1 (2017)        |
| Pinheiros         | São Paulo         | 1 (2015)        |
| Praia Clube       | Minas Gerais      | 0 (não possui)  |
| São José          | São Paulo         | 0 (não possui)  |
| Sesi/Franca       | São Paulo         | 1 (2016)        |
| União Corinthians | Rio Grande do Sul | 0 (não possui)  |

## Fase Final

### Final[1]
| 24 de fevereiro 18:00 |                                               | Paulistano | 61–81 | Pinheiros |  | Ginásio Antonio Prado Jr, São Paulo |  |
| 24 de fevereiro 18:00 | Placar por quarto: 18-13, 13-26, 11-29, 19-13 |            |       |           |  | Ginásio Antonio Prado Jr, São Paulo |  |

## Premiação
| Liga de Desenvolvimento de Basquete 2018 |
| São Paulo                                |
| ---------------------------------------- |
| Pinheiros Campeão (2° título)            |